# Borivoje Đorđević
Borivoje Đorđević (* 2. srpna 1948, Bělehrad) je bývalý srbský fotbalista, který reprezentoval Jugoslávii. Za její reprezentaci odehrál v letech 1967–1971 devět utkání. Získal s ní stříbro na třetím evropském šampionátu v roce 1968. Většinu klubové kariéry strávil v Partizanu Bělehrad (1965–1975). Probojoval se s ním do finále Poháru mistrů evropských zemí v sezóně 1965/66. Podílel se na mistrovském titulu Partizanu v sezóně 1975/76. Bylo mu umožněno zakončit kariéru v zahraničí, v letech 1975–1978 působil v Panathinaikosu Athény, s nímž se stal mistrem Řecka (1976–77) a získal řecký pohár (1977). Poslední dvě sezóny kariéry strávil v tehdy druholigovém německém klubu Eintracht Trevír (1978–1980). Nastupoval především na pozici záložníka.